# Aqua (Chicago)
Aqua je název mrakodrapu stojícího v Chicagu ve státě Illinois. Výstavba probíhala v letech 2007–2009. Má 87 podlaží z toho 5 podzemních a na výšku měří 250 m. Budovu navrhla architektka Jeanne Gang. Budova ma design vlnící se vody, který získala pomocí různě tvarovaných stropních desek. Na přesahujících částech se nachází balkóny přesahující až o 3,7 m. V budově se nachází byty, hotel a z malé části také kancelářské a obchodní prostory.

## Galerie

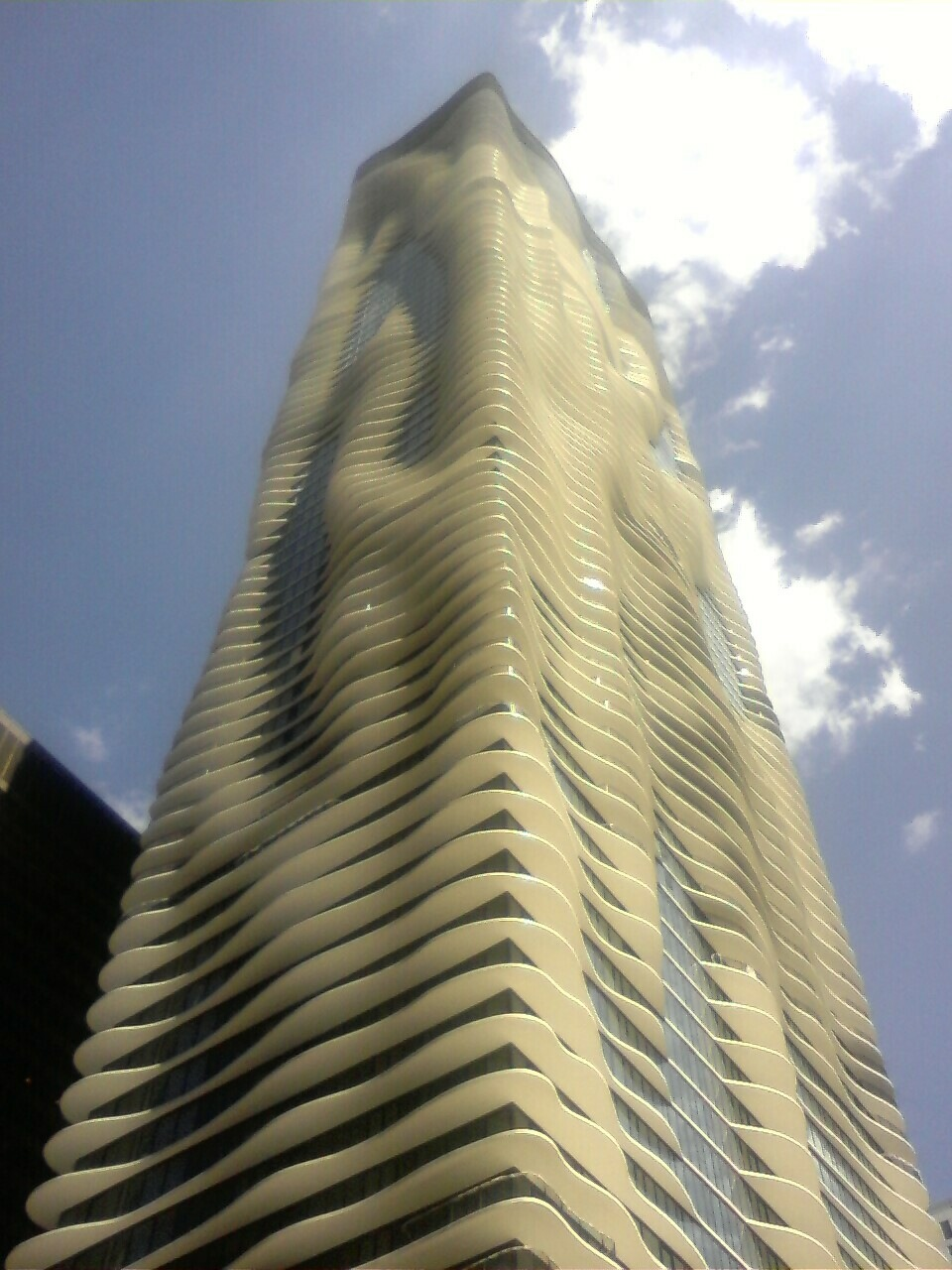
pohled z ulice North Columbus Drive
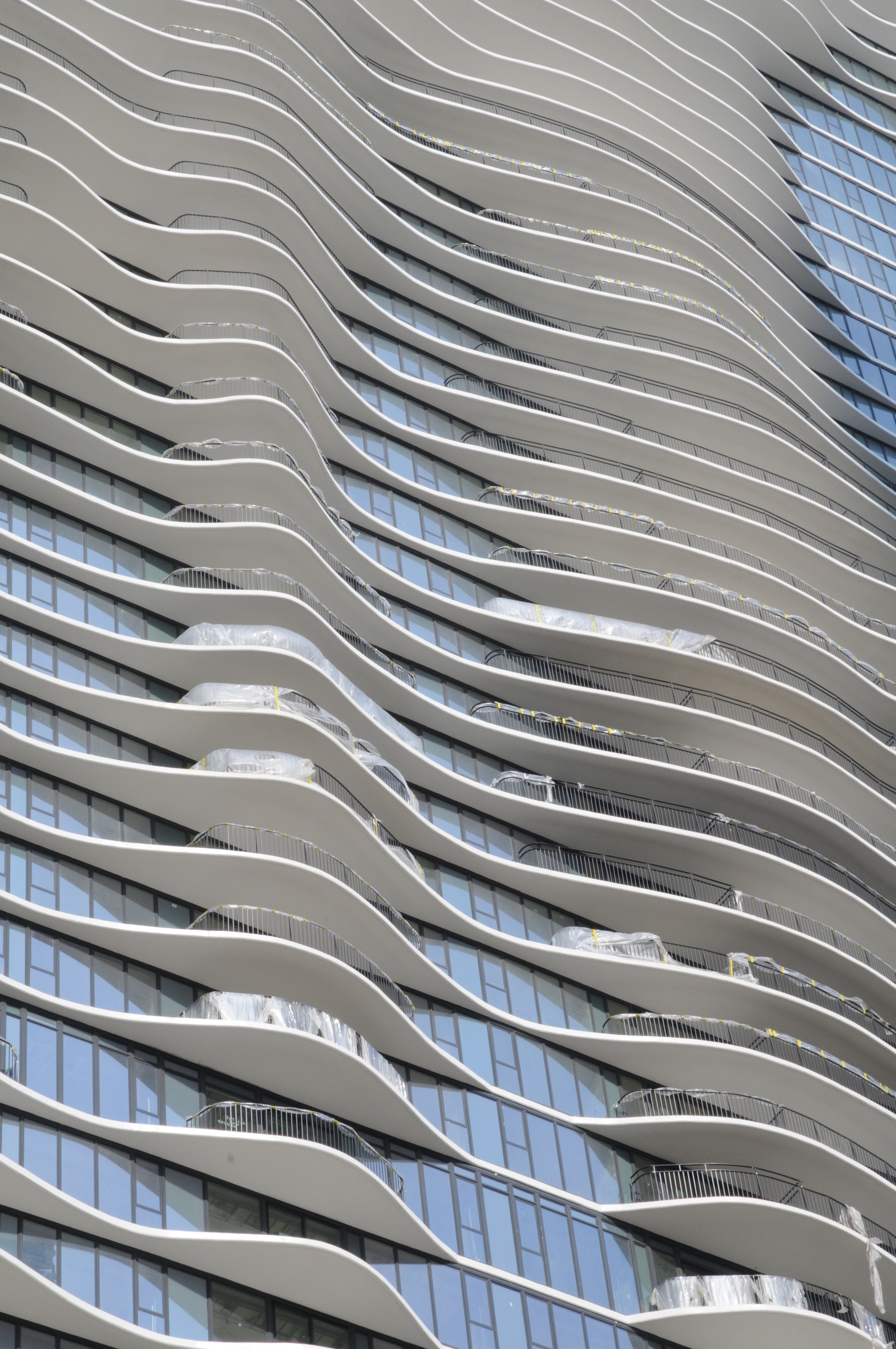
detailní pohled na fasádu budovy
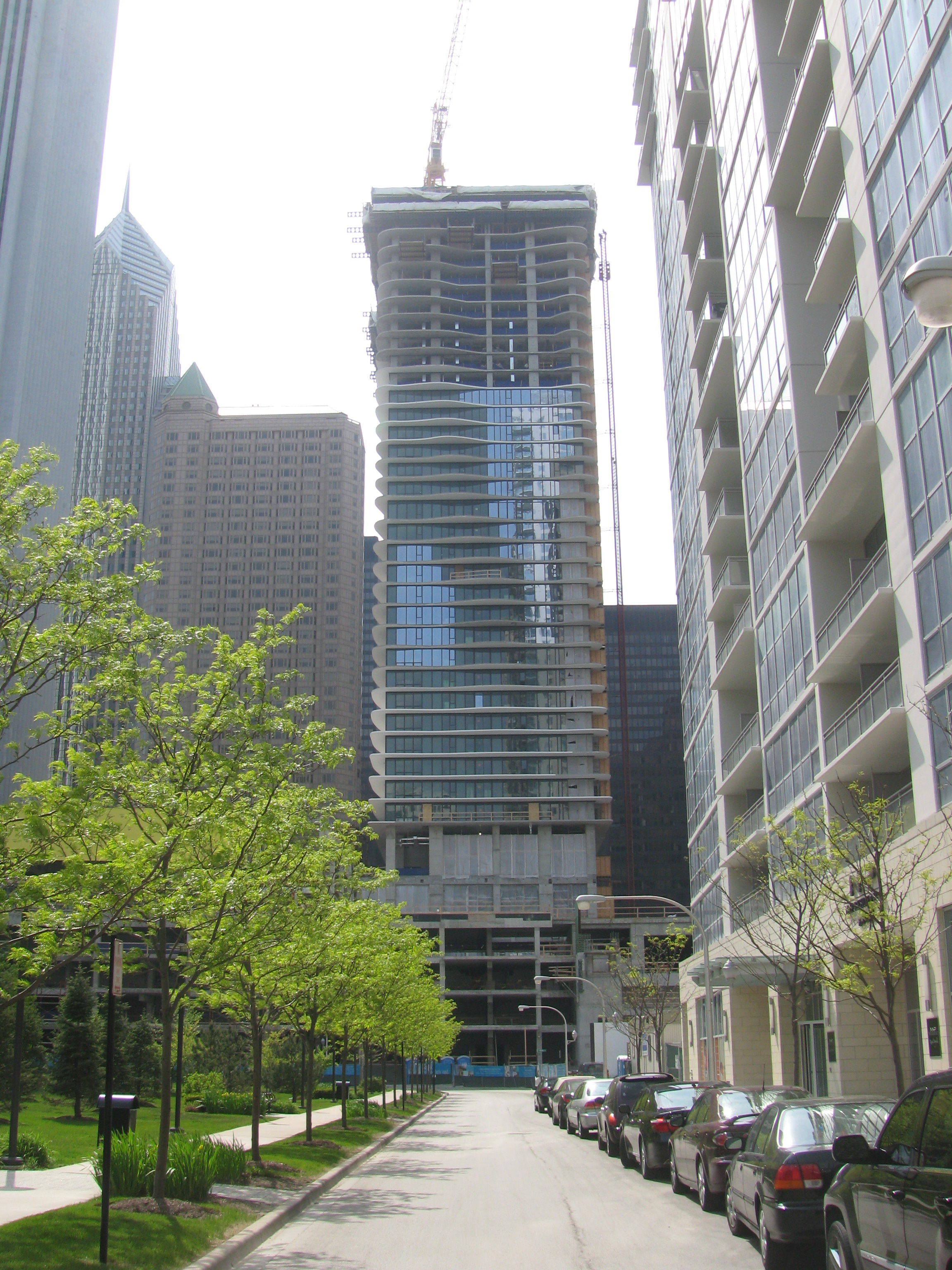
budova ve výstavbě (2008)